# Snow Bride
Snow Bride is een Amerikaanse romantische komedie van Hallmark Channel uit 2013. De televisiefilm werd  geregisseerd door Bert Kish en heeft Katrina Law, Jordan Belfi en Patricia Richardson in de hoofdrollen.

## Verhaal
Greta Kaine werkt voor een roddelblad in Los Angeles. Wanneer het gerucht gaat dat een van de zonen van wijlen senator Tannenhill een verlovingsring heeft gekocht en wellicht een huwelijksaanzoek gaat doen op het familiedomein in Big Bear tijdens Kerstmis, rijdt ze hals over kop nog in haar gymkledij naar het bergresort om de primeur te krijgen. Onderweg raakt ze in de sneeuw met haar auto van de weg af en wegens de barre koude zit er niets anders op dan de trouwjurk aan te trekken die ze voor een vriendin had opgehaald.
Op zoek naar hulp raakt ze bewusteloos en wordt gevonden door Ben Tannenhill, de oudste zoon van de senator. Hij weet niet dat ze journaliste is en neemt haar mee naar het familiehuis. Zo belandt ze per ongeluk te midden van de invloedrijke politieke familie in wat wel eens haar beste artikel ooit zou kunnen worden.
Wanneer de jongste zoon Jared opdaagt met Claire Sinclaire, de ex-verloofde van Ben, doet Greta zich voor als zijn nieuwe vriendin zodat Ben geen gezichtverlies moet lijden. Gaandeweg ondekt Greta dat de familie, inclusief matriarch Maggie Tannenhill en conciërge Peters, aangenamer is dan ze had gedacht. Greta voelt zich steeds schuldiger over haar bedrog en moet beslissen hoe ver ze wil gaan voor een primeur.

## Rolverdeling
| Acteur              | Personage         |
| ------------------- | ----------------- |
| Katrina Law         | Greta Kaine       |
| Jordan Belfi        | Ben Tannenhill    |
| Patricia Richardson | Maggie Tannenhill |
| Susie Abromeit      | Claire Sinclaire  |
| Robert Curtis Brown | Peters            |
| Bobby Campo         | Jared Tannenhill  |
| Tom Lenk            | Wesley Sharp      |